# Radio Emaus (Poznań)
Emaus - Katolickie Radio Poznań – lokalna rozgłośnia katolicka Archidiecezji Poznańskiej z siedzibą w Poznaniu.

## Historia
Początkowo rozgłośnia nosiła szereg nazw: Archidiecezjalna Rozgłośnia Radiowa, Radio Refleks czy Katolickie Radio Poznań. Pierwszą audycję nadano 23 marca 1995 z małego studia na os. Władysława Jagiełły na Piątkowie. W 2001 radio włączono do ogólnopolskiej sieci rozgłośni Plus, w której pozostało do 2003.
1 marca 2003 dekretem arcybiskupa poznańskiego Stanisława Gądeckiego powstała samodzielna rozgłośnia Radio Emaus. Równocześnie siedzibę stacji przeniesiono do centrum miasta, na ul. Zieloną 2. 
W 2018 stacja została włączona w strukturę Domu Medialnego Święty Wojciech (wydawcy m.in. tygodników o charakterze społeczno-religijnym Przewodnik Katolicki i Mały Przewodnik Katolicki oraz Wydawnictwa Święty Wojciech) tym samym zmieniając swoją lokalizację na ulicę Chartowo 5.

## Programy
- Aktualności Radia Watykańskiego
- Apel Jasnogórski
- Transmisja mszy świętej
- Anioł Pański
- 5 minut z Bogiem
- Przegląd Prasy
- Słowo o Słowie (prof. Jerzy Bralczyk)
- Kartka z Kalendarza Liturgicznego
- Gładkie Gotowanie/Wielkopolskie Smaki
- Ludzie z misją/Misyjny Atlas Świata
- Serwis Informacyjny/IAR
- Krąg Biblijny
- Pasma Wieczorne (Poniedziałek-Piątek)

## Lokalizacje stacji nadawczych
Radio nadaje za pomocą następujących stacji nadawczych:
- Leszno (ul. Dekana 3, komin byłej kotłowni MPEC) – 90,2 MHz – ERP 0,25 kW
- Nowy Tomyśl/Józefowo – 90,4 MHz – ERP 0,5 kW[4]
- Poznań/Śrem – 106,2 MHz – ERP 5 kW[5]
- Poznań/Karolin – 89,8 MHz – ERP 1 kW